# Балога Петро Іванович
Петро́ Іва́нович Бало́га (2 листопада 1963, м. Знам'янка, Кіровоградська область, Українська РСР — 14 березня 2016, сел. Невельське, Ясинуватський район, Донецька область, Україна) — старший солдат Збройних сил України, учасник війни на сході України.

## З життєпису
У часі війни — командир відділення (128-ма окрема гірсько-піхотна бригада).
Загинув на бойовій позиції від кулі снайпера.
Залишилися дружина та син.
Поховання: м. Кропивницький, Рівненське кладовище, Алея Слави.

## Нагороди
Указом Президента України № 522/2016 від 25 листопада 2016 року «за особисту мужність і самовідданість, виявлені у захисті державного суверенітету та територіальної цілісності України, вірність військовій присязі» нагороджений орденом «За мужність» III ступеня (посмертно).